# Saleh Hardani
Saleh Hardani (en persan : صالح حردانی), né le 26 décembre 1998 à Bahmai en Iran, est un footballeur international iranien. Il joue actuellement au poste d'arrière droit au Esteghlal FC.

## Biographie

### Carrière en club
Né à Bahmai en Iran, Saleh Hardani est formé par le Foolad Ahvaz, où il débute en professionnel, jouant son premier match le 23 août 2019 face au Sanat Naft, en championnat. Il est titularisé et son équipe s'incline par un but à zéro,.
Le 8 août 2021, Hardani remporte son premier trophée en étant titularisé lors de la finale de la Coupe d'Iran face au Esteghlal Téhéran. Les deux équipes se neutralisent dans le temps réglementaire (0-0), et le Foolad Ahvaz s'impose durant la séance de tirs au but.
Le 5 février 2022 Saleh Hardani rejoint l'Esteghlal Téhéran. Il signe un contrat de deux ans et demi. Il est sacré Championnat d'Iran lors de cette saison 2021-22, Esteghlal restant même invaincu tout au long de la saison.

### Carrière en sélection
Saleh Hardani honore sa première sélection avec l'équipe nationale d'Iran le 2 septembre 2021, face à la Syrie. Il entre en jeu en cours de partie et son équipe s'impose sur le score d'un but à zéro.

## Palmarès

### En club
Foolad Ahvaz
- Coupe d'Iran (1) :
  - Vainqueur : 2021

 Esteghlal Téhéran
- Championnat d'Iran (1) :
  - Champion : 2021-22